# John van 't Schip

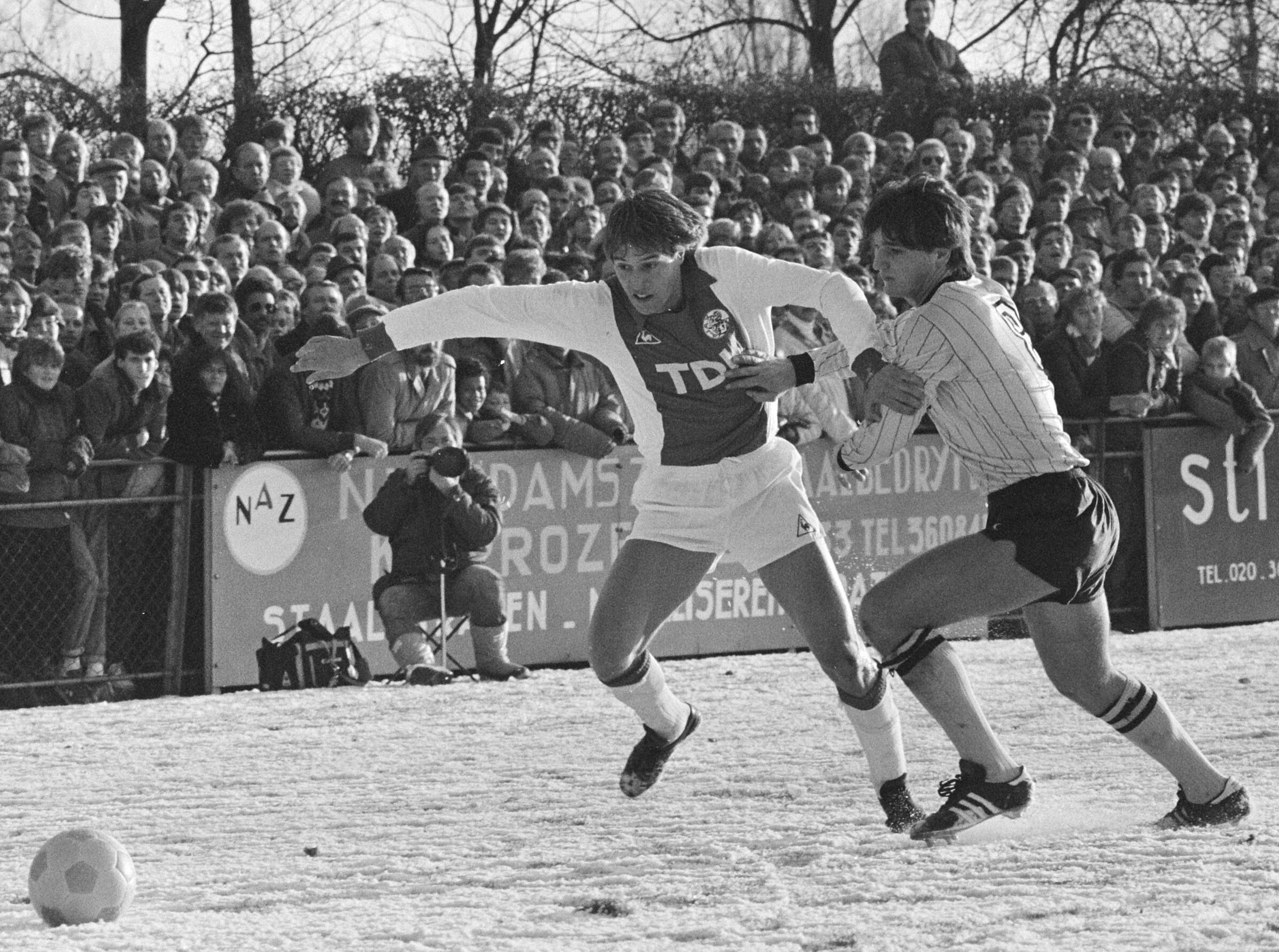
Bekerduel DWV-Ajax (0-6) op 11 december 1983. John van 't Schip (links) in duel met Jan de Haze van DWV.

Johannes Nicolaas (John) van 't Schip (Fort St. John, 30 december 1963) is een Nederlands-Canadees voetbaltrainer en voormalig profvoetballer. Hij speelde bij Ajax en Genoa en kwam 41 keer uit als international. Van 2019 tot 2021 was Van 't Schip bondscoach van Griekenland. Op 30 oktober 2023 werd Van 't Schip na ontslag van toenmalig trainer Maurice Steijn aangesteld als hoofdtrainer van Ajax. Op 17 februari 2025 werd er aangekondigd dat Van 't Schip bondscoach van Armenië zou worden.

## Loopbaan

### Als voetballer
Bij Ajax speelde hij van 1981 tot 1992. Zijn debuut maakte hij op 6 december 1981 (Ajax-Haarlem 4-1). Door Ajax-(assistent)-trainer Spitz Kohn werd Van 't Schip "Skippy" genoemd. In juli 1992 vertrok de aanvaller naar Genoa, waarvoor hij tot 1996 uitkwam. Voor deze twee clubs speelde hij in totaal 380 competitiewedstrijden, waarin hij veertig keer scoorde. Daarnaast speelde hij 41 interlands (twee doelpunten).

### Als trainer
Na zijn actieve voetbalcarrière was hij jeugd- en assistent-trainer bij Ajax en hoofdtrainer bij FC Twente. Van 't Schip werd op 2 augustus 2004 aangesteld als assistent-bondscoach van het Nederlands elftal, zijn contract liep tot en met het Europees kampioenschap voetbal 2008. Na het EK 2008 keert Van 't Schip terug bij Ajax als assistent-trainer, onder hoofdcoach Marco van Basten. Vanaf 6 mei 2009 nam hij het roer over van de opgestapte Marco van Basten als interim-trainer. Vanaf het seizoen 2009/10 werd hij weer assistent, onder leiding van hoofdtrainer Martin Jol.
Van 't Schip was in het seizoen 2010/11 hoofdtrainer van het Australische Melbourne Heart dat in de A-League uitkwam. Hij werd geassisteerd door zijn oud-ploeggenoot Jesper Olsen (Ajax 1981-1984). Vanaf de zomer 2012 tot aan 3 januari 2013 was hij coach van Chivas Guadalajara in Mexico. Hij werd aangesteld op advies van Johan Cruyff, die daar toen werkte.
Van 't Schip werd in de zomer van 2013 technisch adviseur bij Melbourne City FC. Nadat John Aloisi ontslag kreeg wegens tegenvallende resultaten, werd Van 't Schip opnieuw hoofdtrainer. Na het behalen van goede resultaten en de overname van de club uit Melbourne door de Manchester City-groep, tekende hij op 19 maart 2014 een driejarig contract, tot het einde van het seizoen 2016/17. Hij stapte in januari 2017 op bij Melbourne City FC, omdat hij vanwege privéomstandigheden terug naar Nederland wilde. Drie maanden later maakte PEC Zwolle bekend dat hij werd aangesteld als opvolger van de vertrekkende trainer Ron Jans. Op 19 december 2018 werd hij door PEC Zwolle ontslagen vanwege slechte resultaten. Op 31 juli 2019 werd hij aangesteld als bondscoach van Griekenland. Eind 2021 besloot hij zijn contract, dat tot 31 december 2021 liep, niet te verlengen.
Van 't Schip werd vanaf 30 oktober 2023 tot het einde van het seizoen aangesteld als hoofdtrainer van Ajax. De club kende onder zijn voorganger Maurice Steijn de slechtste seizoenstart ooit en stond bij zijn aantreden na tien speelronden en acht wedstrijden op de laatste plaats in de Eredivisie, plaats 18. Ajax klom vrij snel op tot positie 5, half december 2023, na onder meer 2 gewonnen inhaalduels. In de tweede competitiehelft tussen januari en mei 2024 wist Ajax niet verder door te stoten, wel wist Ajax plaats 5 te consolideren, zij het met een wat teleurstellend en zwakker einddoelsaldo dan nummer 6, NEC (Ajax +13, NEC +17).

## Carrièrestatistieken
| Seizoen         | Club            | Competitie      | Competitie | Competitie | Beker | Beker | Internationaal | Internationaal | Overig | Overig | Totaal | Totaal |
| Seizoen         | Club            | Competitie      | Wed.       | Dlp.       | Wed.  | Dlp.  | Wed.           | Dlp.           | Wed.   | Dlp.   | Wed.   | Dlp.   |
| --------------- | --------------- | --------------- | ---------- | ---------- | ----- | ----- | -------------- | -------------- | ------ | ------ | ------ | ------ |
| 1981/82         | AFC Ajax        | Eredivisie      | 6          | 0          | 0     | 0     | 0              | 0              | 0      | 0      | 6      | 0      |
| 1982/83         | AFC Ajax        | Eredivisie      | 13         | 0          | 4     | 0     | 0              | 0              | 0      | 0      | 17     | 0      |
| 1983/84         | AFC Ajax        | Eredivisie      | 31         | 5          | 3     | 0     | 1              | 0              | 0      | 0      | 35     | 5      |
| 1984/85         | AFC Ajax        | Eredivisie      | 12         | 1          | 1     | 0     | 0              | 0              | 0      | 0      | 13     | 1      |
| 1985/86         | AFC Ajax        | Eredivisie      | 33         | 7          | 6     | 0     | 2              | 0              | 0      | 0      | 41     | 7      |
| 1986/87         | AFC Ajax        | Eredivisie      | 33         | 1          | 7     | 0     | 9              | 1              | 0      | 0      | 49     | 2      |
| 1987/88         | AFC Ajax        | Eredivisie      | 33         | 4          | 3     | 0     | 9              | 0              | 2      | 0      | 47     | 4      |
| 1988/89         | AFC Ajax        | Eredivisie      | 25         | 2          | 4     | 0     | 2              | 0              | 0      | 0      | 31     | 2      |
| 1989/90         | AFC Ajax        | Eredivisie      | 34         | 3          | 4     | 2     | 2              | 0              | 0      | 0      | 40     | 5      |
| 1990/91         | AFC Ajax        | Eredivisie      | 32         | 4          | 3     | 1     | 0              | 0              | 0      | 0      | 35     | 5      |
| 1991/92         | AFC Ajax        | Eredivisie      | 21         | 2          | 2     | 0     | 11             | 0              | 0      | 0      | 34     | 2      |
| 1992/93         | Genoa CFC       | Serie A         | 29         | 2          | 5     | 1     | 0              | 0              | 0      | 0      | 34     | 3      |
| 1993/94         | Genoa CFC       | Serie A         | 21         | 1          | 0     | 0     | 0              | 0              | 0      | 0      | 21     | 1      |
| 1994/95         | Genoa CFC       | Serie A         | 33         | 5          | 4     | 0     | 0              | 0              | 1      | 0      | 38     | 5      |
| 1995/96         | Genoa CFC       | Serie B         | 24         | 2          | 2     | 0     | 0              | 0              | 0      | 0      | 26     | 2      |
| Carrière totaal | Carrière totaal | Carrière totaal | 380        | 39         | 48    | 4     | 36             | 1              | 3      | 0      | 467    | 44     |

## Erelijst

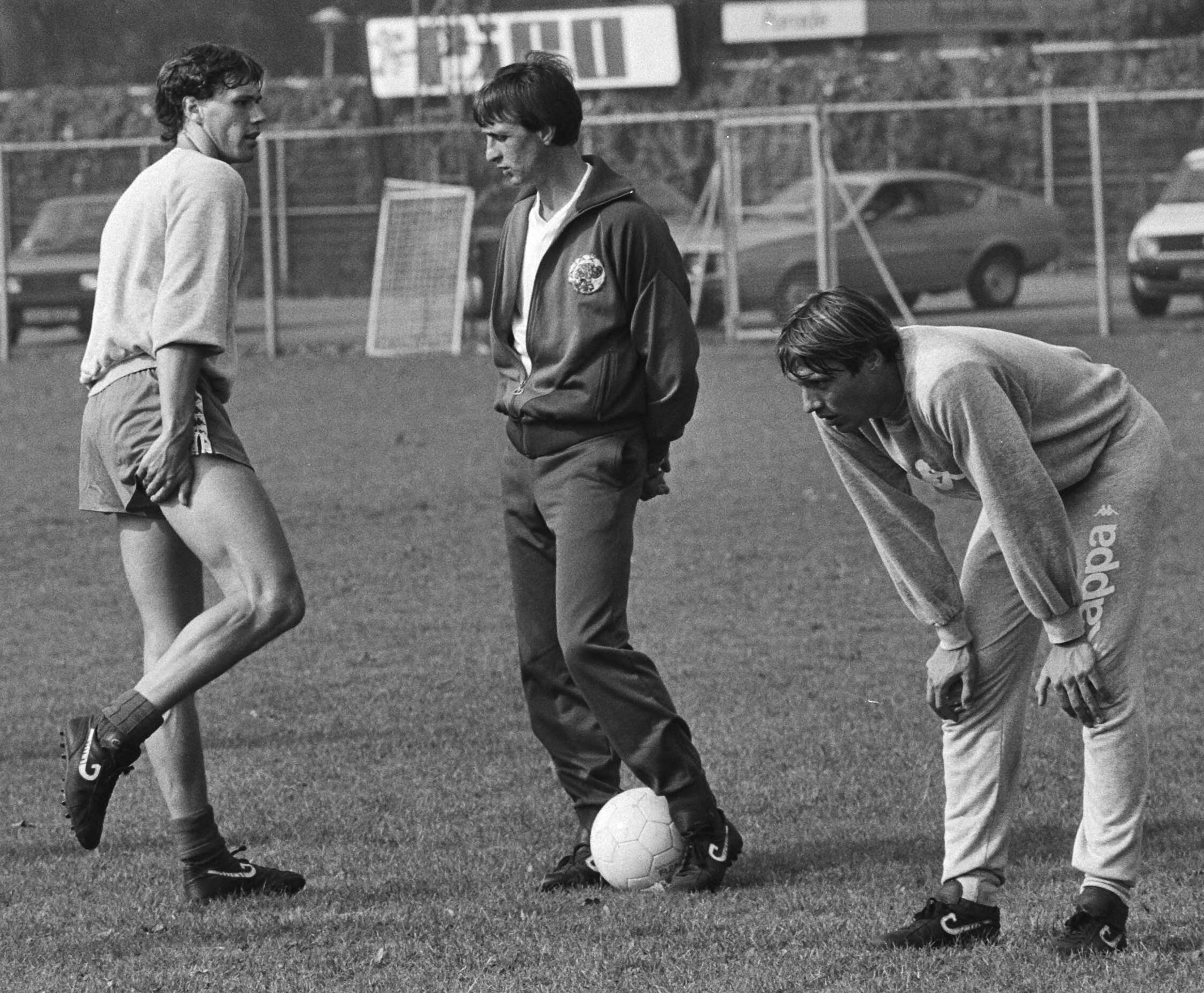
Van 't Schip (rechts) met Marco van Basten en Johan Cruijff bij Ajax op 30 september 1985, vlak voor de thuiswedstrijd tegen FC Porto in het Europacup I-toernooi voor landskampioenen.

Als speler
| Competitie                |        |                                    |      |      |
| Competitie                | Aantal | Jaren                              |      |      |
| Ajax                      | Ajax   | Ajax                               | Ajax | Ajax |
| ------------------------- | ------ | ---------------------------------- | ---- | ---- |
| Internationaal            |        |                                    |      |      |
| UEFA Cup                  | 1x     | 1991/92                            |      |      |
| European Cup Winners' Cup | 1x     | 1986/87                            |      |      |
| Nationaal                 |        |                                    |      |      |
| Eredivisie                | 4x     | 1981/82, 1982/83, 1984/85, 1989/90 |      |      |
| KNVB beker                | 3x     | 1982/83, 1985/86, 1986/87          |      |      |
| Genoa                     |        |                                    |      |      |
| Anglo-Italian Cup         | 1x     | 1995/96                            |      |      |

| Competitie | Winnaar   | Winnaar   | Runner-up | Runner-up | Derde     | Derde     |
| Competitie | Aantal    | Jaren     | Aantal    | Jaren     | Aantal    | Jaren     |
| Nederland  | Nederland | Nederland | Nederland | Nederland | Nederland | Nederland |
| ---------- | --------- | --------- | --------- | --------- | --------- | --------- |
| UEFA EK    | 1x        | 1988      |           |           |           |           |

Als trainer
| FFA Cup | 1x | 2016 |

## Privéleven
Van 't Schip was tot haar overlijden in oktober 2023 getrouwd met Daniëlle Oonk, de dochter van muzikant Joop Oonk en zangeres Willeke Alberti. Zijn zoon Davey (16 oktober 1990) speelt in Australië in de Victorian Premier League bij Pascoe Vale FC.